# Camada D
A camada D na ionosfera é a mais próxima ao solo, fica entre os 50 e 80 km de altitude. É a que absorve a maior quantidade de energia eletromagnética, seu comportamento é diurno, aparece no momento em que as moléculas começam a adquirir energia vinda do Sol, permanecendo por alguns instantes no início da noite. Ionicamente é a menos energética. É a responsável pela absorção das ondas de rádio durante o dia.
Quando se refere a camada D na Geologia, esta designa uma zona existente entre o núcleo e o manto, de espessura variável, entre os 100 e 200 km, e cuja constituição é ainda um mistério para os cientistas. Pensa-se que as plumas térmicas, que dão origem a pontos quentes, provêm desta camada.
"Esta camada é muito activa sendo através desta que o núcleo transfere o seu calor para o manto".
Há cientistas que admitem que as zonas mais frias da camada D correspondem à chegada até essas profundidades das placas litosféricas que mergulham nas zonas de subducção." livro do 10º ano denominado Terra, universo de vida

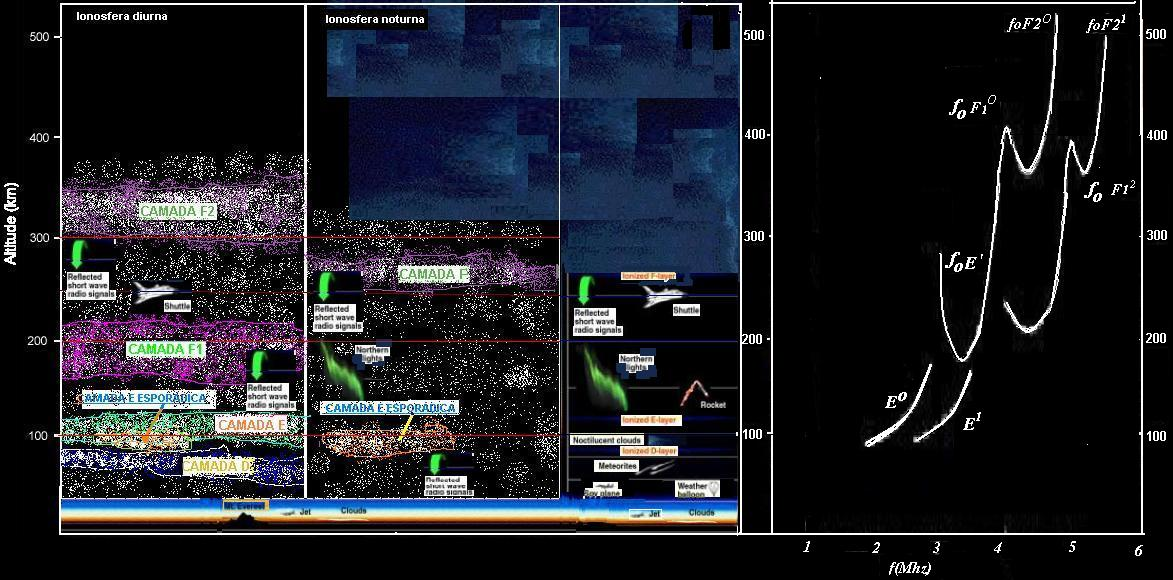
Esquema das camadas ionosféricas